# Nikołaj Zagadkin
Nikołaj Michajłowicz Zagadkin (ros. Николай Михайлович Загадкин; ur. 1930 w Bugurusłanie, zm. 26 lutego 2015) – rosyjski dyrygent i pedagog muzyczny, Zasłużony Artysta Federacji Rosyjskiej.
Od 1947 był członkiem orkiestry Filharmonii Samarskiej, od 1967 jej pierwszym skrzypkiem. W 1956 ukończył Konserwatorium Gorkowskie. Od 1991 był docentem Samarskiego Instytutu Pedagogicznego i Instytutu Kultury i Sztuk. Od 1997 na stanowisku koncertmistrza orkiestry symfonicznej Samarskiej Filharmonii Państwowej. Profesor Samarskiego Uniwersytetu Pedagogicznego.
Był żonaty, syn Siergiej Zagadkin jest pianistą, docentem Samarskiej Akademii Kultury i Sztuk.

## Ordery i odznaczenia
- Order „Znak Honoru”;
- Order Czerwonego Sztandaru Pracy